# Ormetica packardi
Ormetica packardi är en fjärilsart som beskrevs av Butler 1876. Ormetica packardi ingår i släktet Ormetica och familjen björnspinnare. Inga underarter finns listade i Catalogue of Life.